# Nigma gertschi
Nigma gertschi là một loài nhện trong họ Dictynidae.
Loài này thuộc chi Nigma. Nigma gertschi được miêu tả năm 1940 bởi Lucien Berland & Millot.